# Distretto di Qostanay
Il distretto di Qostanay (in kazako: Қостанай ауданы) è un distretto (audan) del Kazakistan con  capoluogo Zatobol'sk.